# دزياني
دزياني هي قرية تقع في جزيرة أنجوان في جزر القمر. بلغ عدد سكانها 1,091 نسمة حسب إحصاء عام 1991. و1,920 في تقدير عام 2009.